# カッテリーノ・カヴォス
カッテリーノ・カヴォス（露: Катери́но Альбе́ртович Ка́вос, 伊: Catarino Camillo Cavos, 1775年10月30日 – 1840年5月10日（旧暦4月28日））は、イタリアに生まれ、ロシアで活躍した作曲家、オルガニスト、指揮者。 カーヴォスとも。
マリインスキー劇場を設計した建築家アルベルト・カヴォス（en:Alberto Cavos, 1800年 - 1863年）はカッテリーノの子。
ヴェネツィアに生まれ、1799年よりサンクトペテルブルクでイタリア・オペラやロシア・オペラの合唱・オーケストラの指揮者として活動し、レパートリー形成や歌手、音楽家の育成など、ロシアのクラシック音楽史において重要な役割を果たした。
また、ミハイル・グリンカが作曲したオペラ『皇帝に捧げた命』に先立つ20年前に同じ題材のオペラ『イヴァン・スサーニン』を作曲したことでも知られる。

## 生涯

### 生い立ち
1775年ヴェネツィア生まれ。父アルベルト・ジョバンニ・カヴォスはフェニーチェ劇場の首席バレエ・ダンサー兼監督だった。
カヴォスは作曲家フランチェスコ・ビアンキ（en:Francesco Bianchi, 1752年 - 1810年）に師事し、12歳のときレオポルト2世のヴェネツィア訪問を祝してカンタータを作曲した。14歳のとき、サン・マルコ寺院のオルガニストに推されたが、カヴォスはこれを断り、年上の貧しい音楽家に同ポストを譲った。

### ロシアへ
20代前半に、アスタリティというイタリア・オペラ一座に指揮者として加わり、1797年に一座とともにサンクトペテルブルクに旅する。
一座はほどなく解散したが、カヴォスはサンクトペテルブルクに魅せられてこの地に留まり、ロシアの帝室劇場の一員としてフランス・オペラ一座のオペラ・ヴォードヴィルのための作曲を手がけるようになる。
1803年、ロシア皇帝アレクサンドル1世によってカヴォスはボリショイ・カーメンヌイ劇場（石の大劇場）のイタリア・オペラ及びロシア・オペラの楽長に任命される。
同年、ステパン・ダヴィドフとともに『レスタ、ドニエプルのルサールカ』四部作（1803年 - 1807年）を加筆し、カヴォスはその第2部を担当した。
また、聖カタリーナ学校や、後にスモルヌイ修道院(en:Smolny Convent)で教授を務めた。
1805年からオリジナルの舞台作品の作曲を始め、オペラ『見えない王子』（1805年）、同『勇士イリヤー』（1807年）、バレエ『西風（ゼピュロス）とフローラ』（1808年）、オペラ『イヴァン・スサーニン』（1815年）、同『火の鳥』（1822年）などを完成させた。
1836年11月27日、グリンカのオペラ『皇帝に捧げた命』がボリショイ・カーメンヌイ劇場において初演された際には、カヴォスが指揮者を務めた。
カヴォスはまたルイジ・ケルビーニやエティエンヌ＝ニコラ・メユール、カール・マリア・フォン・ウェーバーなどのオペラ作品をロシアに紹介した。
カヴォスはロシアで40年以上過ごし、サンクトペテルブルクで没した。

## ロシア音楽における業績
カヴォスはロシア・オペラの力強い唱道者であり、彼の円熟期のオペラは、すべてロシア語の台本によって作曲されている。
イギリスのロシア史研究者オーランド・ファイジーズ(en:Orlando Figes)によれば、1803年にロシア皇帝アレクサンドル1世が公設の劇場を支配し、ボリショイ・カーメンヌイ劇場にカヴォスを配置するまで、ロシアのオペラ劇場ではイタリア・オペラしか上演されていなかった。カヴォスはボリショイ・カーメンヌイ劇場をロシア・オペラの拠点とし、『勇士イリヤー』（1807年）をはじめとするロシアの国民的英雄をテーマにしたオペラ作品を書いた。
カヴォスはロシア並びにウクライナの民俗音楽から強い影響を受けており、後にロシア・オペラに強く特徴づけられることになる愛国的・伝説的な要素を取り入れた最初の作曲家となった。ロシア国民楽派の基盤となるロシア音楽の「国民性」は、イタリア人であるカヴォスによってもたらされたといえる。
ロシアの愛国的なテーマを扱ったカヴォスのオペラに『イヴァン・スサーニン』（1815年）があり、ここで描かれるのは、ロマノフ朝の最初の皇帝をポーランド人から救った英雄の物語である。これは、20年後にミハイル・グリンカがオペラ『皇帝に捧げた命』（1836年）で復活させたのと同じテーマだった。
また、ステパン・ダヴィドフとの共作による『レスタ、ドニエプルのルサールカ』四部作は「お伽噺オペラ」のジャンルを形成してヴェルストフスキーやグリンカへと橋渡しする役割を果たした。
イギリスの音楽批評家ジョン・ワラック(en:John Warrack)はカヴォスの業績について、次のように述べている。

## 家族と子孫
カヴォスの妻カミラ・バリョーニ（1773年 - 1832年）は18世紀後半のコロラトゥーラ・ソプラノ歌手として名声を得た。
カミラの3人の姉妹及び2人の兄弟もまたオペラ歌手だった。
バリョーニ家でもっとも成功したのは、おそらくカミラの兄弟アントニオ・バリョーニであろう 。
アントニオは、1787年から1795年あるいは1796年までの約10年間、ドメニコ・グァルダゾーニ(en:Domenico Guardasoni)のオペラ一座の首席テノール歌手であり、1787年、モーツァルトが自作のオペラ『ドン・ジョバンニ』を個人上演したときにドン・オッターヴィオの役を演じた。
その4年後、モーツァルトの別のオペラ『皇帝ティートの慈悲』ではティートを演じた 。
モーツァルトが歌手に対して複数のオペラの役柄を割り当てて書いた相手はごく限られており、これは大きな名誉だった。
カヴォスとカミラの長男アルベルト・カヴォス（en:Alberto Cavos, 1800年 - 1863年）は建築家であり、ロシアの主要劇場であるサンクトペテルブルク・マリインスキー劇場とモスクワ・ボリショイ劇場の二つを設計したことで知られる。アルベルトの娘カミラは著名な建築家ニコラ・ベノワと結婚し、3人の息子アレクサンドル・ベノワ（建築家。『芸術世界』の同人）、アルベルト・ベノワ（画家）、レオン・ベノワ（建築家）の母親となった。孫にはグラフィック・アーティスト、画家、彫刻家のエフゲニー・ランセライ（en:Eugene Lanceray ）、画家ジナイーダ・セレブリャコワ、俳優ピーター・ユスティノフがいる。
カヴォスとカミラの次男イヴァン・カヴォス（1805年 - 1861年）は、サンクトペテルブルク帝室劇場でオーケストラの音楽監督やイタリア・オペラの監督、スモルヌイ学院(en:Smolny Institute)のインスペクターなど、音楽の訓練と教育に30年間携わった。
カヴォスの娘ステファニダはスモルヌイ学院で1822年から1837年まで音楽を教えた後、イタリア人コルィニーニと結婚してヴェネツィアに住んだ。

## 作品

### オペラ
- 『スレイマン2世、または3人のスルタン』Soliman second, ou Les trois Sultanes ：シャルル＝シモン・ファヴァール原作による1幕のヴォードヴィル。1798年6月7日サンクトペテルブルク初演。1813年にはロシア語の歌詞により再演された。
- 『3人のせむし』Les Trois bossus
- 『錬金術師』L'Alchimiste
- 『遺跡の陰謀』L'Intrigue dans les ruines
- 『ダビニーの結婚』Le Mariage d'Aubigny
- 『レスタ、ドニエプルのルサールカ』Lesta, dneprovskaya rusalka： フェルディナンド・カウアー(en:Ferdinand Kauer)原作のジングシュピール『ドナウの娘』（1798年ウィーン初演）をサンクトペテルブルクで上演するためにステパン・ダヴィドフとともに改作し、舞台をロシアのドニエプル川に移して補筆・編曲したもの。全体で四部からなり、カヴォスの加筆は第2部（1804年、サンクトペテルブルク、ボリショイ・カーメンヌイ劇場で初演）である[25]。
- 『見えない王子』Knyaz nevidimka, ili Licharda volshebnik （Князь-невидимка – The Invisible Prince, 全4幕。リファノフによる台本により、1805年5月17日サンクトペテルブルクで初演）
- 『愛の手紙』Lyobovnaya pochta （Любовная почта – The Mail of Love, アレクサンドル・シャホフスキー台本、1806年）
- 『勇士イリヤー』Ilya Bogatyr （Илья-Богатырь – Ilya the Hero, イヴァン・クルィロフ台本、1807年1月12日サンクトペテルブルク初演）
- 『3人のせむし兄弟』Tri brata gorbuna （Три брата-горбуна – Three Brothers Crouchbacks, 1808年）：『3人のせむし』の改訂。
- 『コサック詩人』Kazak-stikhotvorets （Казак-стихотворец – The Cossack as Poet, 1812年5月27日、サンクトペテルブルク初演）：1幕のオペラ・ヴォードヴィル作品で、初演から40年後の1852年までレパートリーとして残った[11]。
- 『イヴァン・スサーニン』Ivan Susanin （Иван Сусанин, シャホフスキー台本。1815年10月30日、サンクトペテルブルク初演）：ロシア史のなかで、ロマノフ朝の祖となった皇帝ミハイル・ロマノフをポーランド軍から守るために犠牲となったロシアの農民で愛国的な英雄イヴァン・スサーニンの伝説を下敷きにしている[18]。これと同じ主題に基づいてグリンカが作曲したのがオペラ『皇帝に捧げた命』（1836年）であり、ロシア音楽史上画期的作品となった[10][26]。当時流行していたフランスの「救出オペラ」の慣習にしたがって、カヴォスのオペラでは主人公のイヴァン・スサーニンは最後に命を救われることになっているが、グリンカの『皇帝に捧げた命』では殺され、愛国主義がいっそう強調されている[27]。
- 『ドブルィニャ・ニキーティチ』Dobrynya Nikitich （Добрыня Никитич, 1818年）：F. アントリーニとの共作。ドブルィニャ・ニキーティチは、『勇士イリヤー』の主人公イリヤー・ムーロメツと同様、ロシアの口承叙事詩ブィリーナに登場する英雄。
- 『火の鳥』Zhar-ptitsa （Царь-Птица – The Firebird, 1823年）：副題「レフシル王子の冒険」。カヴォス最後のオペラであり、劇中のバレエ音楽についてはアントリーニが作曲した。初演では豪華な舞台と歌手陣を集めたものの失敗し、再演されずに終わった。物語は、スラヴの王子レフシルが魔法使いスヴェトヴィードの助けを得て、スラヴの国に災いをもたらす火の鳥を追うというもの。レフシルが東方の王女ゾライーダと恋に落ちる展開は、ロシア音楽史におけるオリエンタリズム（「ロシア的東方」）の先駆となった[28]。

### バレエ
- 『西風（ゼピュロス）とフローラ』Zefir i Flora （1808年）
- Opolchenie ili lyubov' k Otechestvu （1812年）
- Raul Kreki （1819年）
- 『カフカースの捕虜、あるいは花嫁の影』Kavkazsky plennik ili ten' nevesty （1823年）：プーシキン原作による[2]。